# Wojska pancerne ludowego Wojska Polskiego

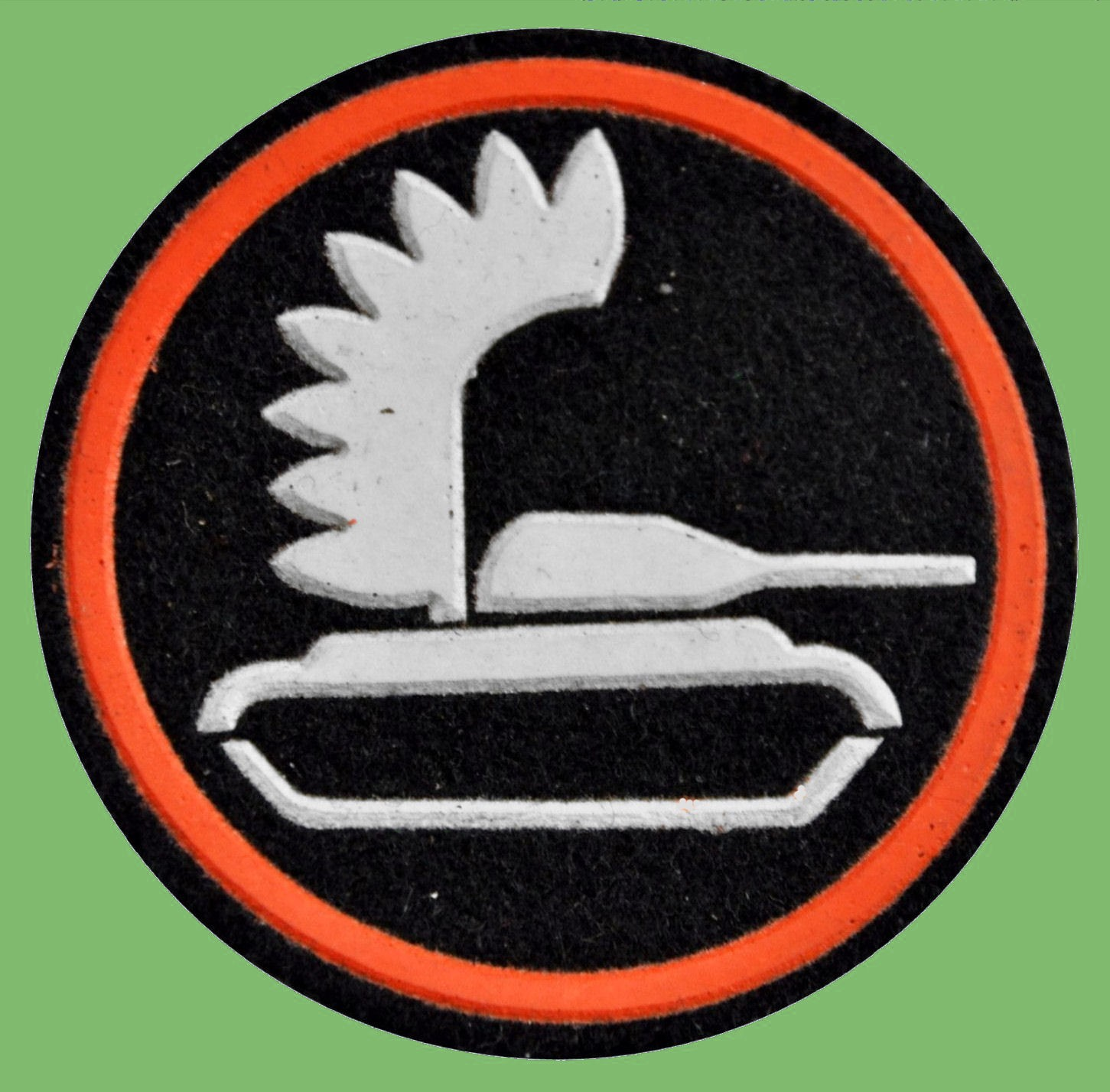
Oznaka wojsk pancernych

Wojska pancerne ludowego Wojska Polskiego – jeden z rodzajów wojsk Wojska Polskiego w latach 1943–1990.

## Polska broń pancerna na froncie wschodnim

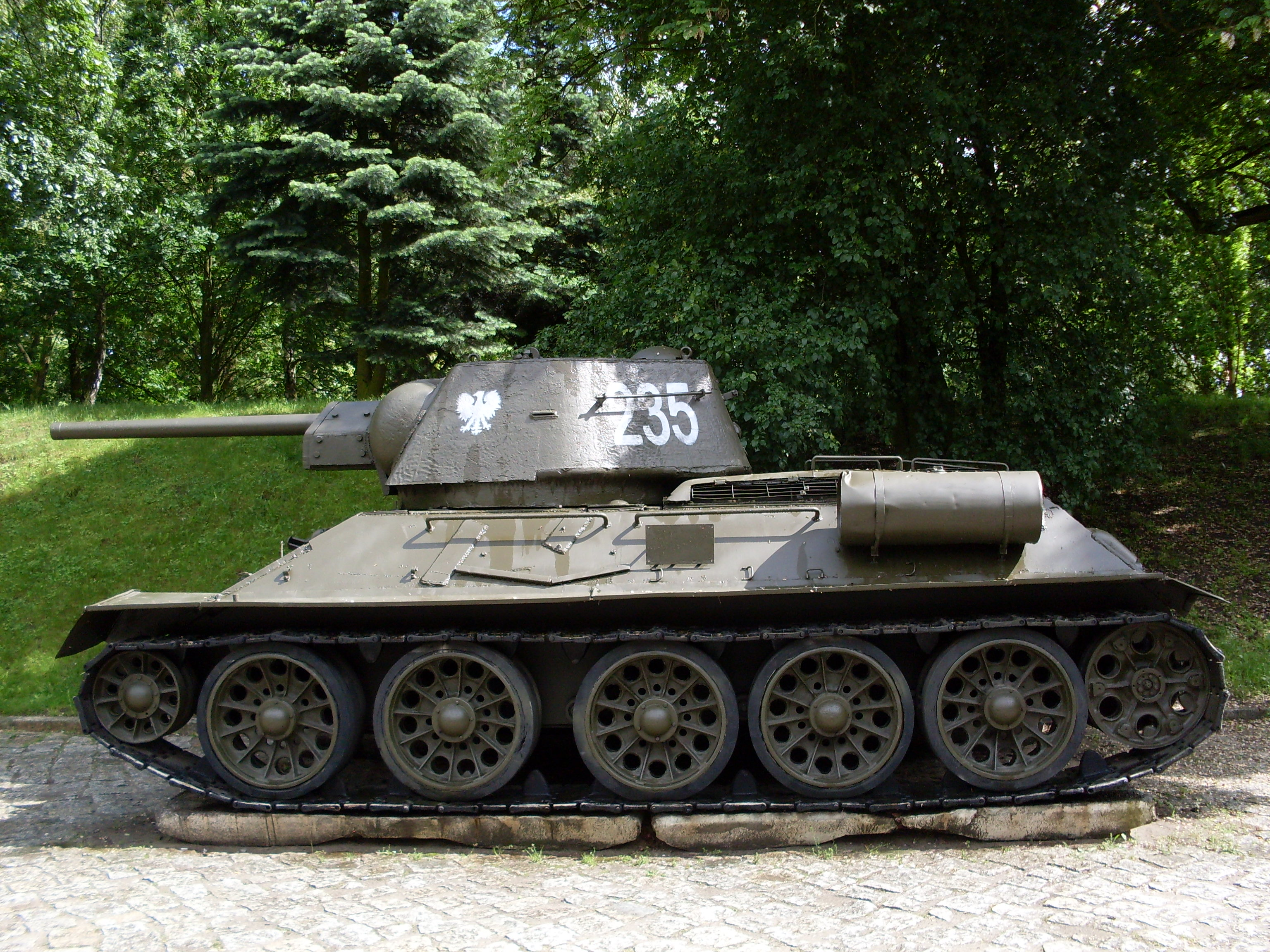
Czołg T-34/76

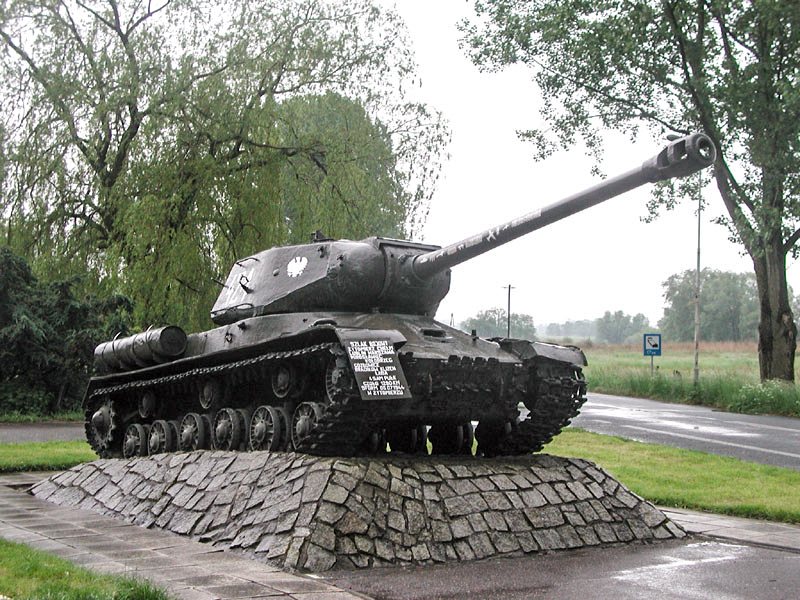
Czołg ciężki IS-2

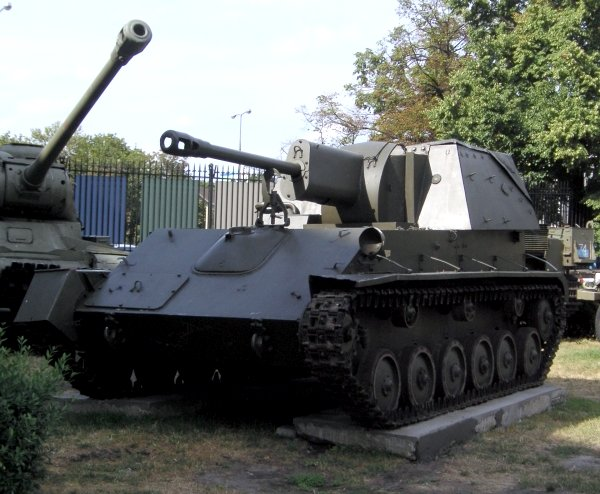
Działo pancerne SU-76M

Pierwszym oddziałem polskiej broni pancernej zorganizowanym na froncie wschodnim był sformowany w ramach 1 Dywizji Piechoty w maju 1943 w rejonie Sielc 1 pułk czołgów średnich. W jego skład wchodziły: kompania dowodzenia, trzy kompanie czołgów T-34 i jedna czołgów lekkich T-70, kompania fizylierów, kompania rusznic przeciwpancernych i kompania techniczna. Razem liczył: 32 czołgi T-34, 7 czołgów T-70, 3 samochody pancerne i ok. 600 żołnierzy.
W związku z dużym napływem Polaków do obozu sieleckiego rozkaz organizacyjny z 19 sierpnia 1943 roku zakładał formowanie w ramach 1 Korpusu Polskich Sił Zbrojnych jednej brygady pancernej. Od 1 października jednostki przystąpiły do trzymiesięcznego szkolenia. 1 pułk czołgów wziął udział w bitwie pod Lenino. 5 lipca 1944 roku przystąpiono do formowania 1 Korpusu Pancernego, 4 pułku czołgów ciężkich i 28 pułku artylerii pancernej. Broń pancerna podlegała Dowództwu Wojsk Pancernych i Zmotoryzowanych. 1 Korpus Pancerny stanowił odwód Naczelnego Dowództwa na okres operacji berlińskiej przydzielony do 2 A WP. W składzie 1 Armii WP walczyła 1 Brygada Pancerna, 4 samodzielny pułk czołgów ciężkich i 13 pułk artylerii samobieżnej. W składzie 2 Armii WP walczyła 16 Brygada Pancerna, 5 samodzielny pułk czołgów ciężkich i 28 pułk artylerii samobieżnej. Poszczególne dywizje piechoty dysponowały dywizjonami artylerii samobieżnej.
W dniu zakończenia wojny Wojsko Polskie na froncie wschodnim dysponowało: jednym korpusem pancernym, dwiema samodzielnymi brygadami pancernymi i dwoma pułkami czołgów ciężkich. Ponadto w skład broni pancernej wchodziły dwa samodzielne pułki artylerii pancernej i dywizjony artylerii pancernej dywizji piechoty. W stadium formowania było też kilkanaście innych jednostek pancernych. Z uwagi na koniec wojny udziału w walkach nie wzięły.

## Pokojowa reorganizacja wojsk pancernych
W połowie maja 1945 roku ze składu 2 Armii WP wyłączono 1 Drezdeński Korpus Pancerny, który przeszedł do dyspozycji Naczelnego Dowództwa WP. W jej składzie pozostały: 16 Brygada Pancerna, 5 pułk czołgów ciężkich i 28 pułk artylerii pancernej.
W czerwcu przekazano ND WP: 1 Brygadę Pancerną, 13 pułk artylerii samobieżnej i 1 batalion rozpoznawczy. W składzie 1 Armii WP pozostały: 4 pułk czołgów ciężkich i 7 dywizjon artylerii pancernej.
W połowie września 1945 roku wszystkie jednostki pancerne zostały przeniesione na etaty pokojowe o zmniejszonych stanach osobowych. Jednocześnie rozformowano 5. i 7. pułki czołgów ciężkich, 46. i 49. pułk artylerii samobieżnej oraz osiem samodzielnych dywizjonów artylerii pancernej. Pozostałe jednostki podporządkowano dowództwom okręgów wojskowych.
W październiku 1945 roku rozwiązano dowództwo oraz jednostki korpuśne 1 Korpusu Pancernego. Brygady i pułki pancerne rozdzielono pomiędzy pięć okręgów wojskowych. W Śląskim OW pozostały: 3 Drezdeńska Brygada Pancerna, 24., 25., i 27., pułki artylerii pancernej oraz 2 batalion rozpoznawczy. Do OW Poznań przeszła 2 Sudecka Brygada Pancerna, do OW Kraków – 4 Drezdeńska Brygada Pancerna, a do OW Łódź – 1 Brygada Piechoty Zmotoryzowanej.
W składzie OW Pomorze znalazły się: 16 Brygada Pancerna, 4 pułk czołgów ciężkich i 45 pułk artylerii samobieżnej.
W listopadzie ze składu 1 Dywizji Piechoty wyłączony i rozformowany 1 dywizjon artylerii pancernej. W miejsce dywizjonu dowództwu 1 DP podporządkowano 27 pułk artylerii pancernej.
Na początku 1946 roku 2 motocyklowy batalion rozpoznawczy przekazany został do Korpusu Bezpieczeństwa Wewnętrznego. W tym samym czasie 1., 2., 3., 4. i 16. brygady pancerne przeformowano na: 1., 2., 6., 8. i 9. pułki czołgów średnich. Rozformowane zostały: 1 Brygada Piechoty Zmotoryzowanej i 51 pułk artylerii pancernej. W połowie 1946 roku sformowano pięć plutonów samochodów pancernych, które podporządkowano 1., 3., 8., 9. i 14. Dywizji Piechoty uczestniczącym w walkach ze zbrojnym podziemiem. W październiku 52 pułk artylerii Pancernej przekazano do OW Poznań.
Na początku 1947 roku rozformowano 27 i 52 pułk artylerii samobieżnej oraz 1 batalion rozpoznawczy. W pozostałych jednostkach wprowadzono nowe etaty. 1., 2., 6., 8. i 9. pułki czołgów średnich, 4 pułk czołgów ciężkich oraz 13., 24., 25. i 28. pułki artylerii samobieżnej otrzymały etaty o niższych stanach osobowych. Jednocześnie pułki artylerii samobieżnej przemianowano na pułki artylerii pancernej.
W maju 1948 rozformowano 3 szkolny pułk czołgów, a w jednostkach pancernych wprowadzono nowe etaty. Jednostki obciążone zostały zadaniami szkoleniowymi, które wcześniej realizował 3 spcz.
Redukcja wojsk pancernych w latach 1945–1948 spowodowała, że stan osobowy uległ zmniejszeniu z 16,2 tys. do 4,2 tys. żołnierzy. Zrezygnowano z utrzymywania korpusu, a potem również brygad pancernych pozostawiając dziesięć samodzielnych pułków. Od 1945 do 1948 roku liczba wozów bojowych będących na uzbrojeniu wojsk pancernych spadła z 471 do 371 sztuk.

## Okres przyspieszonego rozwoju wojsk pancernych

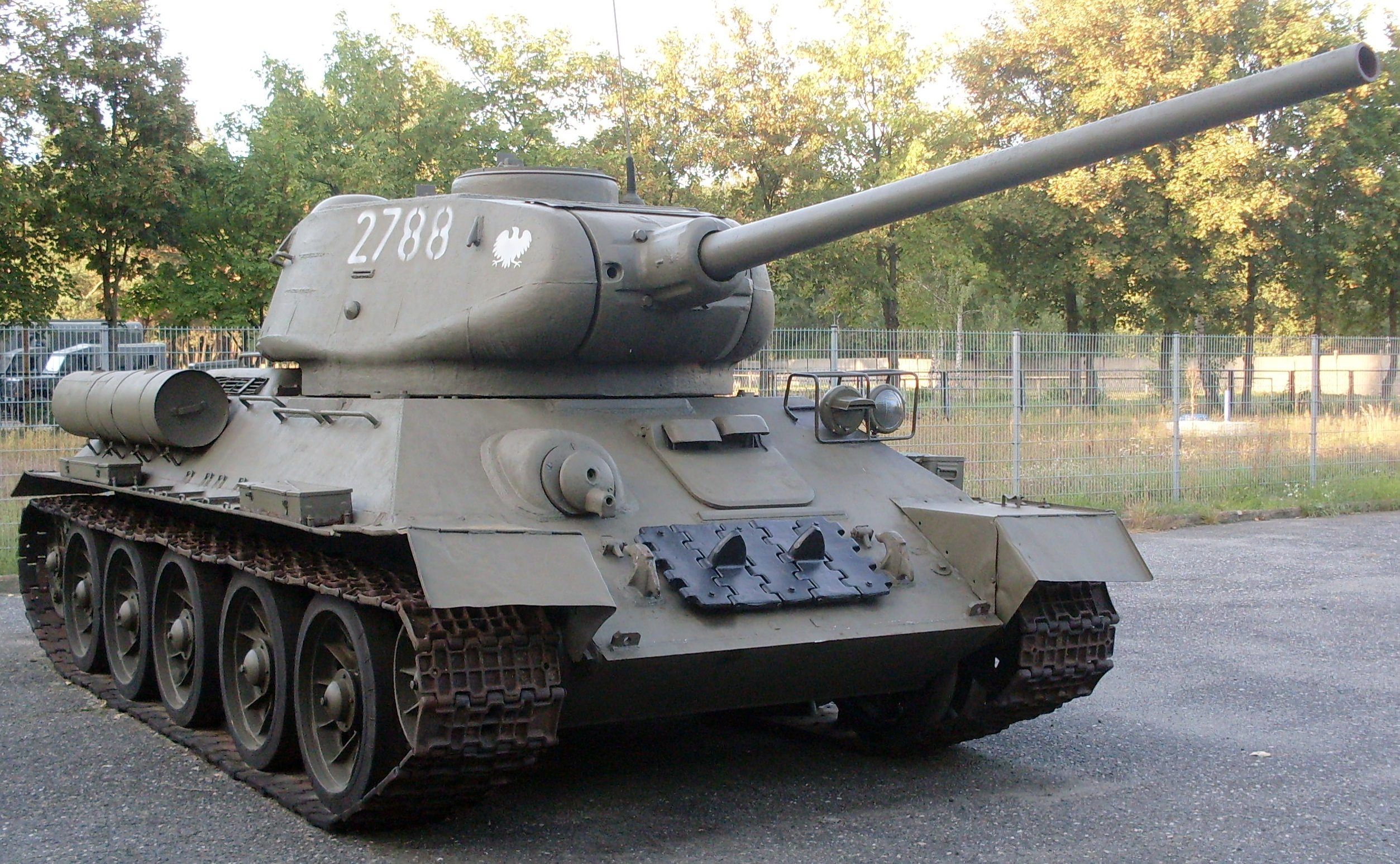
Czołg T-34/85

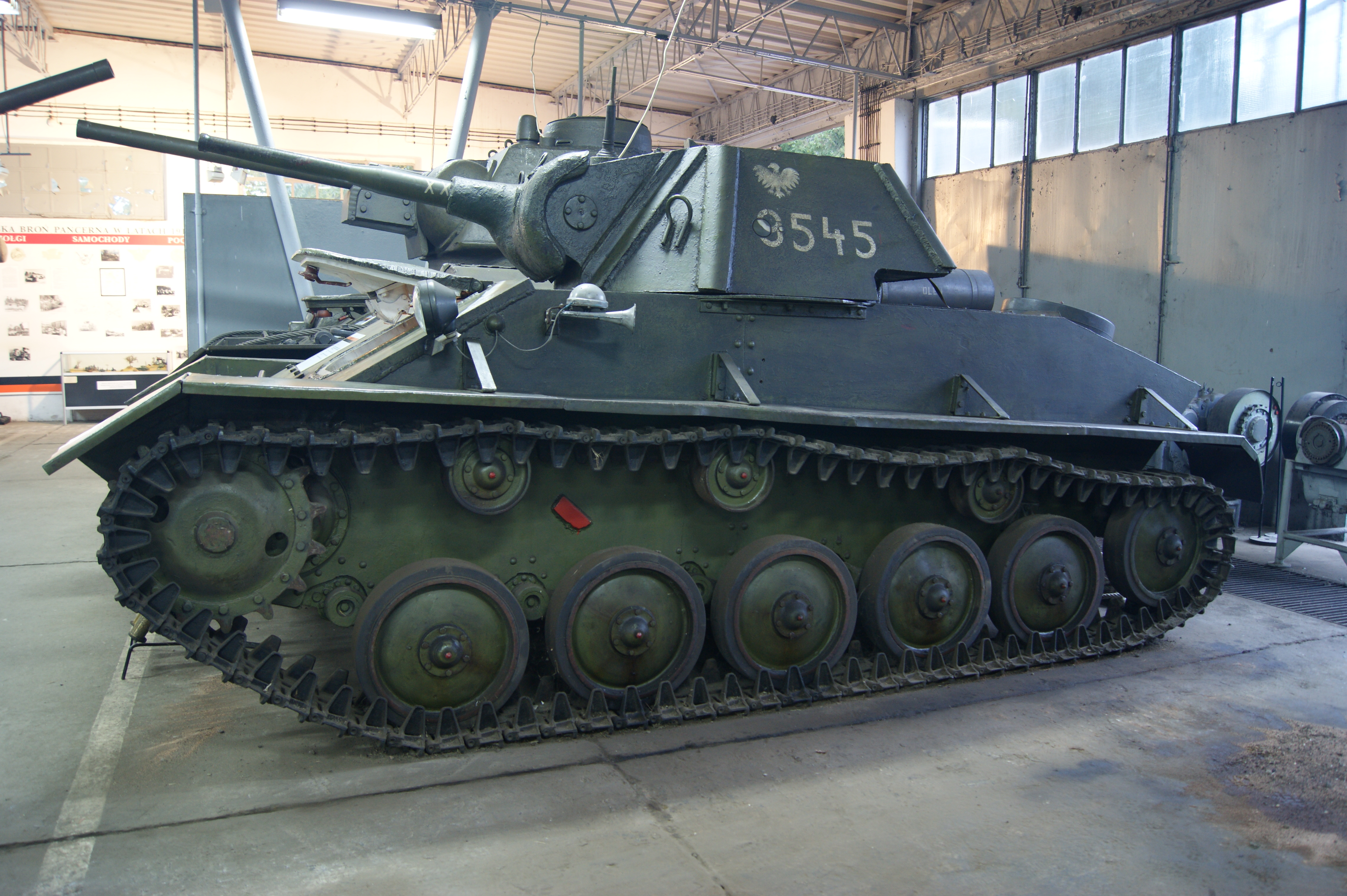
Czołg T-70

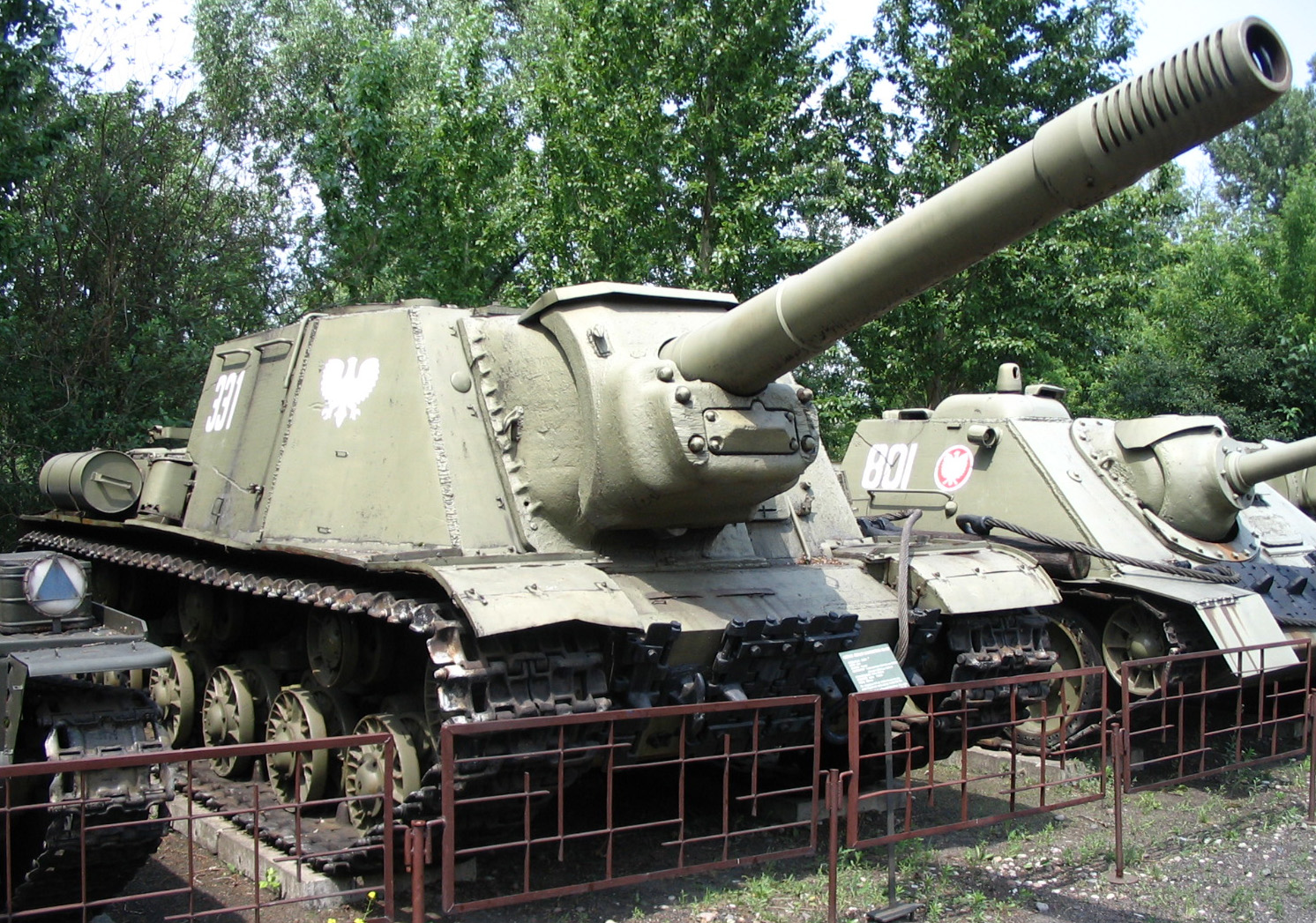
ISU-152

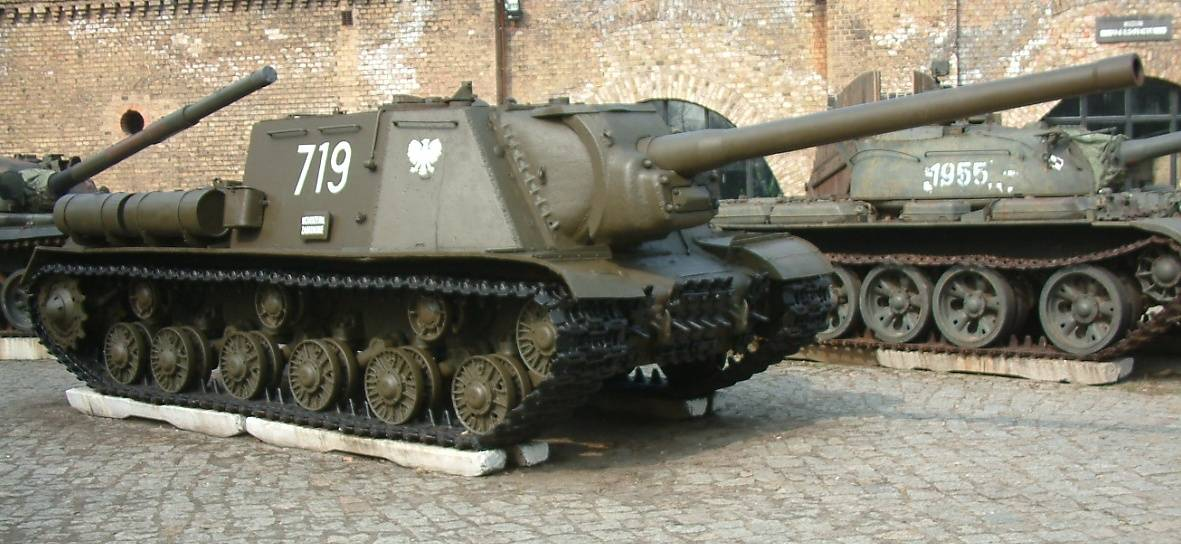
ISU-122

1 stycznia 1949 roku Dowództwu Wojsk Lądowych podlegały: sześć samodzielnych pułków czołgów, cztery pułki artylerii pancernej, mających na uzbrojeniu m.in. 211 czołgów, w tym 22 IS-2, 189 T-34-85, 160 dział samobieżnych, w tym: 72 SU-76, 50 SU-85, 2 SU-100, 26 ISU-122, 10 SU/ISU-152, 43 samochody pancerne BA-64. 50 znajdujących się w składnicach czołgów lekkich T-70 w maju 1949 roku zostało zezłomowanych.
Siedmioletni plan rozwoju WP na lata 1949–1955 autorstwa szefa SG gen. broni Władysława Korczyca zakładał sformowanie w zachodnich okręgach wojskowych (OW II-Bydgoszcz i OW IV-Wrocław) dwóch korpusów pancernych liczących po jednej dywizji pancernej i jednej dywizji zmotoryzowanej.
Realizację zamierzeń organizacyjnych rozpoczęto w marcu 1949 roku. W OW II sformowano 1 Korpus Pancerny w składzie: 16 Dywizja Pancernai 8 Zmotoryzowanej Dywizji Piechoty. W OW IV sformowano 2 Korpus Pancerny w składzie: 10 Dywizja Pancerna i 11 Zmotoryzowanej Dywizji Piechoty. Dywizje pancerne posiadać miały po 74 czołgi i 24 działa pancerne, a zmotoryzowane dywizje piechoty po 35 czołgów i 12 dział pancernych. Korpusy pancerne jako odwody armijne miały działać jako grupy szybkie armii.
W listopadzie 1949 roku nastąpiły znaczące zmiany w kierownictwie Ministerstwa Obrony Narodowej. Odszedł marszałek Żymierski, a stanowisko ministra Obrony Narodowej objął marszałek Konstanty Rokossowski. Na przełomie 1949/50 roku wprowadzono zmiany do planu rozwoju armii. Powstał „Sześcioletni plan rozwoju wojska na lata 1950–1955”. W wojskach lądowych planowano wzmocnienie nowo powstałych korpusów. Choć do końca 1950 roku z ZSRR dostarczono 148 czołgów T-34-85, 13 IS-2, 2 IS-3 oraz 75 dział samobieżnych, nadal brakowało sprzętu oraz wyszkolonych kadr. W czerwcu 1950 roku przeformowano 16 i 10 Dywizję Pancerną oraz 8 i 11 Zmotoryzowane Dywizje Piechoty na 8, 10, 11, 16 Dywizje Zmechanizowane mające liczyć po 97 czołgów T-34 oraz 24 działa samobieżne. Jednocześnie usamodzielniono 4 i 6 pułki czołgów ciężkich podporządkowując je korpusom pancernym i wyposażając w czołgi IS-2 oraz działa samobieżne ISU-152.
12 lutego 1951 roku marszałek Rokossowski zatwierdził przyspieszony „Plan zamierzeń organizacyjnych na lata 1951 i 1952”. Plan ten zrywał z dotychczasową koncepcją zrównoważonej rozbudowy wojska w powiązaniu z rozwojem gospodarki narodowej. Zapotrzebowanie wojska miał w większości pokryć krajowy przemysł zbrojeniowy. Zamiary planistów nakazywały osiągnięcie rocznej zdolności produkcyjnej 3000 czołgów T-34. W 1952 r. krajowy przemysł dostarczył pierwszych 5 czołgów T-34-85, a do końca 1955 r. wyprodukowano w kraju 1115 tych wozów. 1 stycznia 1956 roku stan ewidencyjny wojsk lądowych wynosił 1617 czołgów, 571 dział samobieżnych, 157 transporterów opancerzonych.
W wojskach lądowych korpusy pancerne przemianowano na korpusy zmechanizowane mające mieć docelowo w dwóch dywizjach po 147 czołgów T-34, 25 IS-2 i 38 dział samobieżnych ISU-122. Dla 19. i 20 DZ wchodzących w skład korpusów piechoty przewidziano po 82 czołgi i 24 działa samobieżne. Rozpoczęto też formowanie siedmiu samodzielnych pułków czołgów.
Duży przyrost ilościowy nie szedł w parze z rozbudową jakościową, Tworzone liczne pułki czołgów (w 1952 roku było 15 pułków czołgów) posiadały 25-35 czołgów, a tylko pułki zmechanizowane wchodzące w skład 8., 10., 11. i 16 Dywizji Zmechanizowanej miały w składzie batalion czołgów T-34.
W 1954 roku wojska pancerne rozmieszczone były w następujących związkach taktycznych:
- 1 Korpus Zmechanizowany w składzie 8. i 16 DZ
- 1 Korpus Armijny w składzie 12., 14 DP i 20 DZ
- 2 Korpus Zmechanizowany w składzie 10. i 11 DZ
- 2 Korpus Armijny w składzie 4., 5., 27 DP i 19 DZ

We wrześniu 1954 roku rozpoczęto przeformowywanie 15 Dywizji Piechoty na dywizję zmechanizowaną liczącą 108 czołgów T-34 i 24 działa samobieżne. Do końca 1955 roku stanu tego nie udało się osiągnąć, a dywizja liczyła tylko 32 czołgi. Zwiększenie możliwości bojowych 4, 5, 12 i 14 Dywizji Piechoty osiągnięto włączając w ich skład dotychczas samodzielne pułki czołgów średnich i przemianowując je na pułki czołgów i artylerii pancernej.
W sumie w latach 1949–1955 liczba czołgów i dział pancernych zwiększyła się 10-krotnie.

## Okres politycznej odwilży

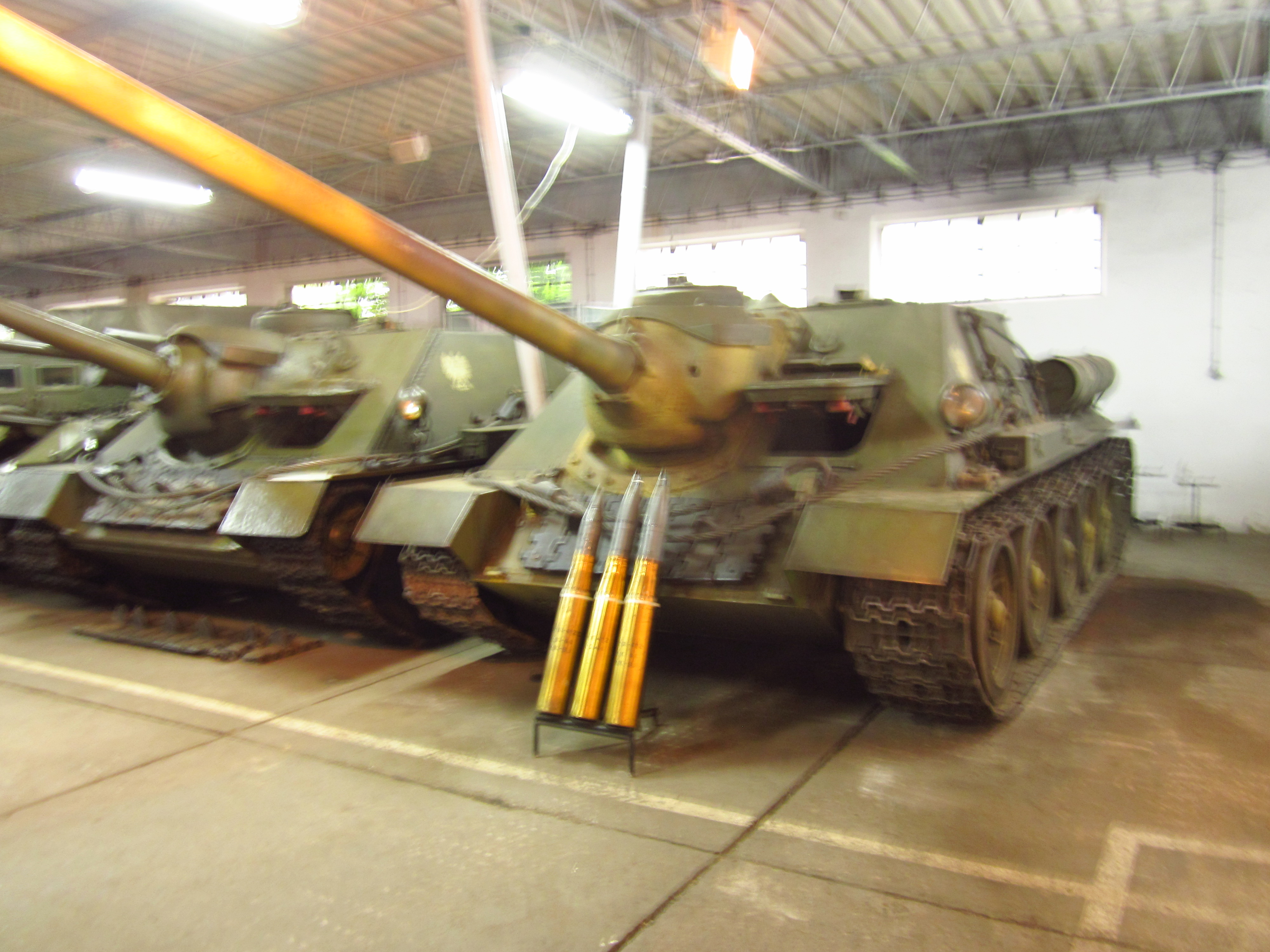
Działo pancerne SU-100

Na początku 1955 roku polskie wojska pancerne występowały w strukturach siedmiu dywizji zmechanizowanych (8., 10., 11., 15., 16., 19., i 20.), dwóch pułkach czołgów ciężkich (4. i 6.), dwóch samodzielnych pułków czołgów (11. i 13.), czterech pułkach czołgów i artylerii pancernej (16., 18., 20. i 22.) i jednego szkolnego pułku czołgów (15.). Na uzbrojeniu tych wojsk znajdowały się: 1283 czołgi, w tym 1083 średnich typu T-34/85 i 180 ciężkich typu IS-2, 450 dział pancernych, w tym 399 ciężkich typu ISU-122 i ISU-152 oraz 51 średnich typu SU-85 i SU-100, 206 dział samobieżnych SU-76, 97 samochodów pancernych BA-64 i 6 transporterów opancerzonych BTR-152.
Jesienią 1955 poczyniono korekty do składu bojowego wojsk operacyjnych określonego w protokole uzgodnień w ramach Układu Warszawskiego. W miejsce dwóch korpusów zmechanizowanych Frontu Polskiego utworzono dwa korpusy pancerne każdy po dwie dywizje pancerne i jedną zmechanizowaną.
We wrześniu 10 Dywizję Zmechanizowaną z Opola, 16 DZ z Elbląga, 19 DZ z Gubina i 20 DZ ze Szczecinka przeformowano na dywizje pancerne. Jednocześnie zmieniono podporządkowanie poszczególnych dywizji: 19 DPanc weszła do 2 Korpusu Zmechanizowanego, a 20 DPanc do 1 KZ. Znajdujące się dotychczas w składzie korpusów zmechanizowanych pułki czołgów ciężkich zostały przeformowane na 32. i 34. batalion czołgów ciężkich i artylerii pancernej, wyłączone ze składu korpusów i podporządkowane bezpośrednio dowódcom okręgów wojskowych. Dla potrzeb organizacyjnych przekazano do 1 DZ 33 pułk czołgów średnich ze składu 15 Dywizji Zmechanizowanej. W jego miejsce do 15 DZ włączono 11 pcz będący dotychczas samodzielną jednostką. W listopadzie dowództwa korpusów zmechanizowanych przemianowano na pancerne. Utworzono kompanie sztabowe korpusów oraz zreorganizowano korpuśne bataliony łączności.
We wrześniu 1956 roku rozwiązano dowództwo 2 KPanc wraz z jednostkami korpuśnymi. W warszawskim i śląskim OW zlikwidowano szczebel korpusu podporządkowując poszczególne dywizje bezpośrednio dowództwom okręgów. Tylko w Pomorskim Okręgu Wojskowym pozostał 1 Korpus Pancerny, w składzie którego znalazły się: 15. DZ oraz 16. i 20 DPanc.
Zgodnie z duchem decyzji Rady Ministrów z dnia 25.03.1957 roku, wszystkie dywizje pancerne przeniesiono na nowe etaty o wyższych stanach osobowych, dokonując jednocześnie poprawy ich dyslokacji. W Pomorskim OW rozwiązano dowództwo 1 KPanc i jednostki korpuśne, a znajdujące się w nim 16. i 20 DPanc podporządkowano dowództwu okręgu. W związku z rozformowaniem 14 Dywizji Piechoty, będący w jej składzie 20 pułk czołgów i artylerii pancernej, przekształcono w pułk czołgów średnich i włączono do 20 DPanc. Będący dotychczas w 20 DPanc 64 pcz rozformowano. Rozformowano także 31 batalion czołgów ciężkich i artylerii pancernej oraz 9 szkolny batalion czołgów z Czarnego, a 33 bczc i ap przekształcono w batalion czołgów średnich. W Śląskim OW 19 Dywizję Pancerną przemianowano na 5 Dywizję Pancerną. W dywizji tej rozwiązano, 69 pcz, a jego miejsce zajął wyłączony z 4 DP 22 pcz. Z 15 DZ dywizji wyłączono 11 pułk czołgów i artylerii pancernej z Giżycka, który przekazano 1 Dywizji Zmechanizowanej. W zamian sformowano 35 pułk czołgów i artylerii pancernej w Ostródzie. W 1 Dywizji Zmechanizowanej rozwiązano 33 pcz oraz przekazano 23. i 24. batalion czołgów do 3. i 9. Dywizji Piechoty.
Wiosną 1958 roku w nowym protokole uzgodnień całkowicie wyeliminowano szczebel korpusu, a jesienią 1958 roku Rada Ministrów podjęła uchwałę o dalszym zmniejszeniu sił zbrojnych. W Pomorskim OW z rozwiązanego 34 pułku zmechanizowanego przekazano do 23 Dywizji Piechoty 11 batalion czołgów średnich. Rozformowaniu uległ również samodzielny 32 batalion czołgów ciężkich i artylerii pancernej stacjonujący w Lęborku. W dywizjach pancernych Śląskiego OW wprowadzono nowe etaty o niższych stanach osobowych zachowując przy tym ich dotychczasową organizację.
W wyniku przeprowadzonych w latach 1955–1960 przedsięwzięć wojska pancerne radykalnie zmieniły swój skład bojowy. Zamiast znajdujących się w 1955 roku siedmiu dywizji zmechanizowanych wchodzących w skład KZ i KA oraz dwóch samodzielnych pułków czołgów, w 1960 roku istniały cztery dywizje pancerne (5., 10., 16. i 20.), sześć dywizji zmechanizowanych (1., 2., 8., 11., 12. i 15.) i jeden batalion czołgów ciężkich (34.). Liczba sprzętu pancernego została utrzymana na tym samym poziomie, z tym że nastąpiło jego poważne unowocześnienie. Zwiększona liczbę czołgów średnich, wśród których 1/4 stanowiły wozy nowej generacji o znacznie wyższych walorach bojowych. Wycofano większość dział pancernych, o połowę zmniejszono też liczbę czołgów ciężkich.

## Okres stabilizacji organizacyjnej

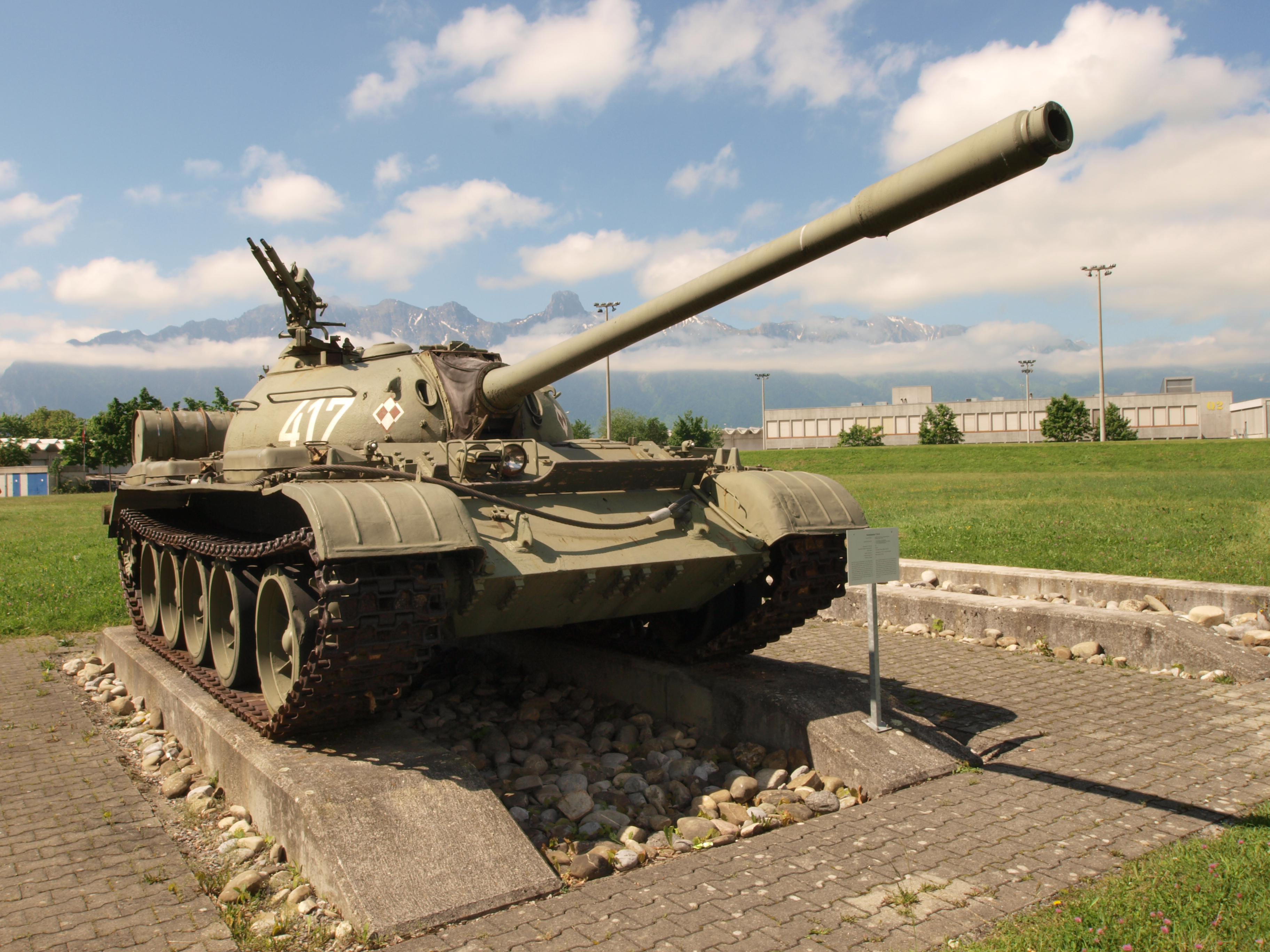
Czołg T-54

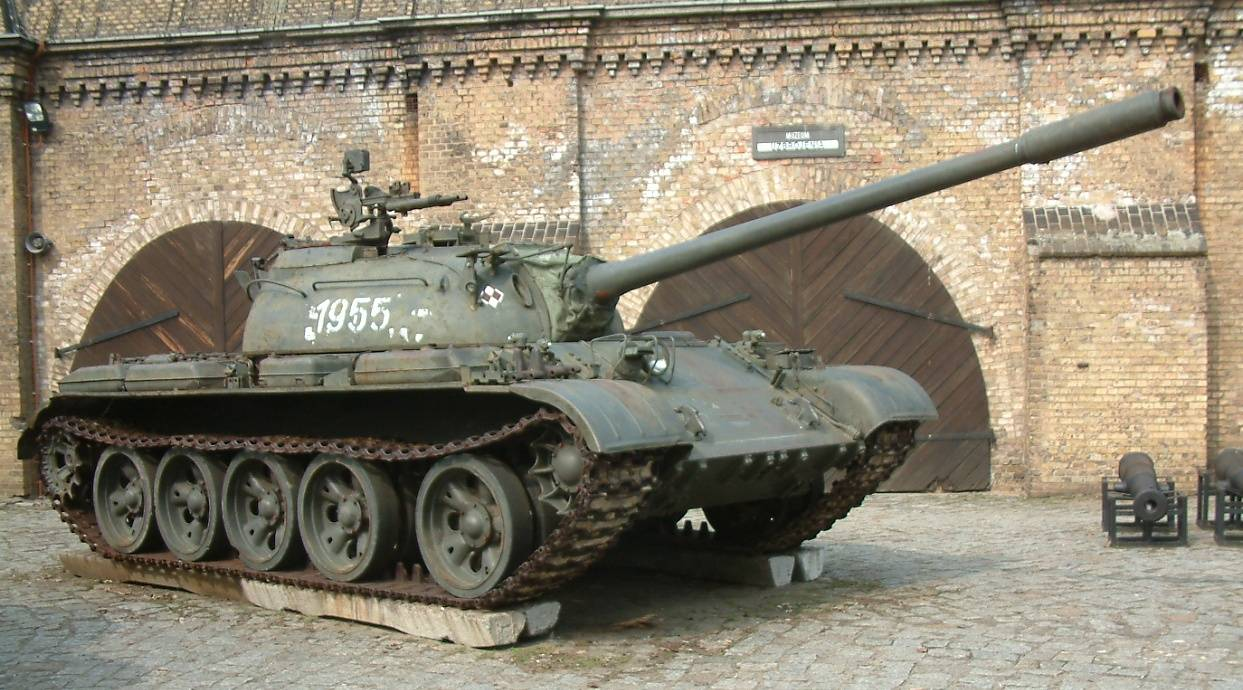
T-55

Druga połowa lat sześćdziesiątych, lata siedemdziesiąte i pierwsza połowa lat osiemdziesiątych były okresem względnej stabilizacji organizacyjnej wojsk pancernych. W planie zamierzeń organizacyjnych na lata 1966–1970 skoncentrowano się na: podniesieniu gotowości bojowej dywizji I rzutu operacyjnego poprzez wprowadzenie nowych etatów wojenno-pokojowych o wyższych stanach osobowych do dywizji pancernych. Pod koniec 1970 roku na ich uzbrojeniu znajdowało się: 2765 czołgów średnich, w tym 956 typu T-55, 998 typu T-54 i 811 typu T-34/85, 108 czołgów pływających PT-76.
W pierwszej połowie lat 70. w dywizjach pancernych zrezygnowano z systemu „dwójkowego” i zwiększono liczbę drużyn w plutonach z dwóch do trzech.
W latach 1976–1980 głównymi kierunkami rozwoju miała być gruntowna modernizacja podstawowych rodzajów uzbrojenia, a zwłaszcza czołgów i transporterów opancerzonych. Podstawowe przedsięwzięcia organizacyjne miały obejmować wzmocnienie siły ognia i możliwości bojowych dywizji pancernych o stałej gotowości bojowej poprzez wymianę czołgów T-54 na nowsze. Stany osobowe dywizji rozwiniętych miały zostać zwiększone w dywizjach pancernych do 11 500 żołnierzy. W dywizjach II rzutu zakładano modernizację sprzętu i wyposażenia bojowego oraz dostosowanie ich struktury organizacyjnej okresu „W” do struktur dywizji o pełnej gotowości bojowej.
Zakres przeprowadzonych w Wojsku Polskim zmian organizacyjnych nie był tylko i wyłącznie ślepym naśladownictwem rozwiązań organizacyjnych obowiązujących w Armii Radzieckiej. Oczywiście rzeczą naturalną było wzorowanie się na przyjętych strukturach. Jednak Siły Zbrojne PRL nie dysponowały takimi możliwościami sprzętowymi i kadrowymi, aby powielać w pełni struktury związków taktycznych wojsk pancernych ZSRR, czy nawet NRD i Czechosłowacji. Przykładem tego było utrzymywanie w pułkach czołgów aż do początku lat 80. organizacji kompanijnej, podczas gdy w pozostałych armiach stosowano organizację batalionową.
W 1978 roku w 8 pułku czołgów średnich utworzono szkolną kompanię czołgów T-72, mającą za zadanie przygotowywanie kadry instruktorskiej dla pułków czołgów, które planowano uzbroić w tego typu czołgi.
Plany rozwoju wojsk lądowych na lata 1981–1985 zakładały zwiększenie manewrowości, siły uderzeniowej i skuteczności obrony przeciwlotniczej dywizji pancernych poprzez wprowadzenie nowoczesnego uzbrojenia i związanych z tym zmian organizacyjnych. W 5., 11. i 20. DPanc, w jednym pułku czołgów średnich (8 pułk czołgów, 27 pcz i 28 pcz), wprowadzono na uzbrojenie czołgi typu T-72. Wraz z przezbrojeniem dokonano zmiany struktury organizacyjnej pułków czołgów z kompanijnej na batalionową. Zamiast dotychczasowych pięciu kompanii czołgów, w pułku znajdowały się trzy bataliony czołgów, a w każdym trzy kompanie czołgów oraz kompania piechoty zmotoryzowanej, którą przezbrojono w bojowe wozy piechoty BWP-1. W 1., 2. i 15 DZ do 1985 roku zakończono wymianę czołgów T-34/85 na czołgi T-55.
W rezultacie przeprowadzonych zmian pod koniec 1985 roku wojska pancerne składały się z 5., 10., 11,16. i 20 DPanc i pułków czołgów w dywizjach zmechanizowanych i desantowej. Ich uzbrojenia stanowiło: 3499 czołgów, w tym 317 typu T-72, 2653 typu T-55, 417 typu T-34/85 i 112 typu PT-76.

## Restrukturyzacja i redukcja wojsk w latach 1986–1990

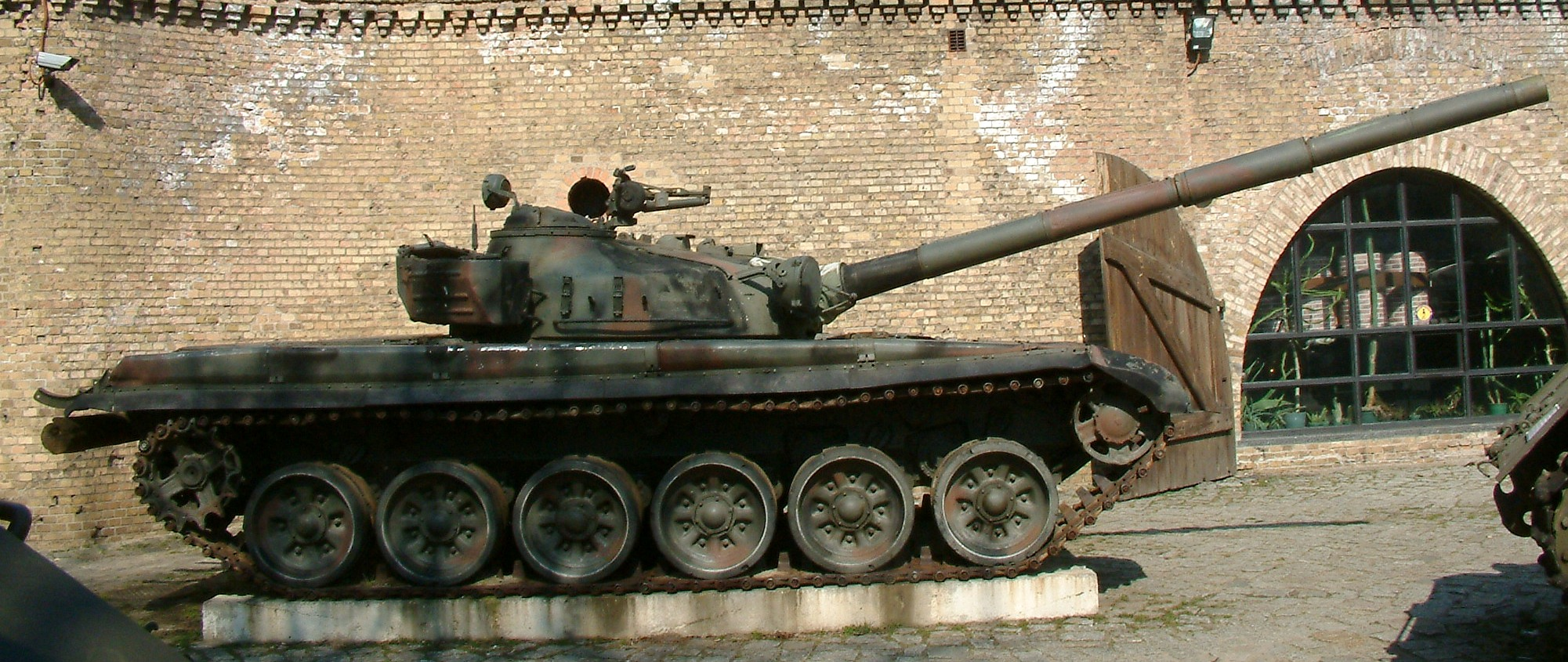
Czołg T-72

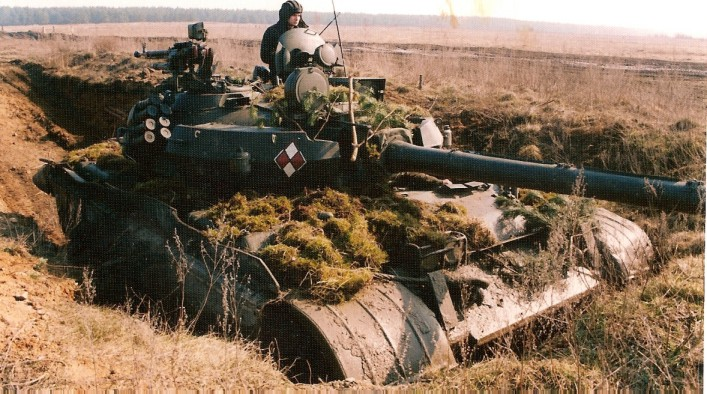
T-55AM na poligonie w Orzyszu

W drugiej połowie lat osiemdziesiątych uzbrojenie wojsk pancernych obejmowało ponad 3200 czołgów głównie typu T-55 wersji A, M i U, około 300 czołgów T-72 wersji A i M oraz 100 czołgów pływających PT-76 B. W przyjętym planie rozwoju sił zbrojnych na lata 1986–1990 głównym założeniem zmian organizacyjnych było wzmocnienie dywizji 1 rzutu. W wojskach pancernych planowano dalsze zwiększenie możliwości ogniowych i manewrowych dywizji oraz ich odporności na środki rażenia przeciwnika, co praktycznie było kontynuacją zamierzeń z poprzedniej pięciolatki. W planie zakładano utrzymanie dotychczasowej liczby dywizji. W skadrowanych 3. i 9 Dywizji Zmechanizowanej planowano zakończenie wymiany czołgów T-34/85 na T-55 oraz wprowadzenie na uzbrojenie transporterów opancerzonych SKOT wycofywanych z 4., 8. i 12 Dywizji Zmechanizowanej. W 1988 roku zamierzenia te wstrzymano podejmując decyzję o rozformowaniu obu tych dywizji.
Po przeobrażeniach ustrojowych w kraju, w 1989 roku nastąpiła reorientacja zmian restrukturyzacyjnych i przyśpieszenie redukcji sił zbrojnych. Większość dywizji przeniesiono na nowe etaty o zmniejszonym stanie osobowym, z uzbrojenia wycofano: ok. 400 czołgów i 600 transporterów opancerzonych. Był to w zasadzie sprzęt starszej generacji pozostający dotychczas w rezerwie sprzętowej. W ramach częściowej redukcji, 10. i 16 Dywizję Pancerną, należące dotychczas do jednostek rozwiniętych, zostały przeniesione na nowe etaty o zmniejszonych stanach osobowych. Jesienią rozwiązano 3., 11., 13., 23., 24., 25. i 60 pułk czołgów. W rezultacie tych zmian zmniejszono liczbę pułków ogólnowojskowych w dywizjach zmniejszono z czterech do trzech. W grudniu 5., 10., 11. i 16 Dywizję Pancerną przekształcono w dywizje zmechanizowane. Pozostałe pułki czołgów zostały przeformowane na pułki zmechanizowane. W Pomorskim OW 20 Dywizję Pancerną przeformowano na dywizję zmechanizowaną dając jej nazwę „2 Dywizji Zmechanizowanej”. Dywizja zmechanizowana z 1989 roku miała w swojej strukturze między innymi trzy pułki zmechanizowane, w każdym dwa bataliony piechoty zmotoryzowanej i dwa bataliony czołgów. Uzbrojenie w zależności od stopnia skadrowania stanowiło od 102 do 186 czołgów średnich typu T-55 (T-55AM) lub T-72.
W rezultacie wprowadzonych zmian organizacyjnych w 1990 roku wojska pancerne wchodziły w skład dziewięciu dywizji zmechanizowanych o jednolitej strukturze organizacyjnej i brygady obrony wybrzeża. Ich uzbrojenie stanowiło 2830 czołgów, w tym 1540 typu T-55, 560 typu T-55AM Merida, ok. 700 typu T-72 i 30 czołgów pływających PT-76 B.

## Symbolika wojsk pancernych
| Proporczyki | Patki     | Korpusówka/plakietka | Beret/otok        |
| ----------- | --------- | -------------------- | ----------------- |
| 1943 – 1944 |           |                      | czarny beret      |
| 1945 – 1949 | 1952-1960 |                      | pomarańczowy otok |